# جاكي ساتو
جاكي ساتو (باليابانية: ジャッキー佐藤؛ بالكانا: さとう なおこ) هي مصارعة محترفة ومغنية يابانية، ولدت في 30 أكتوبر 1957 في يوكوهاما في اليابان، وتوفيت في 9 أغسطس 1999 بسبب سرطان المعدة.

## وصلات خارجية
- جاكي ساتو على موقع CageMatch worker (الإنجليزية)
- جاكي ساتو على موقع قاعدة بيانات المصارعة على الإنترنت (الإنجليزية)
- جاكي ساتو على موقع عالم المصارعة على الإنترنت (الإنجليزية)
- جاكي ساتو على موقع عالم المصارعة على الإنترنت (الإنجليزية)

- جاكي ساتو على موقع ميوزك برينز (الإنجليزية)
- جاكي ساتو على موقع ميوزك برينز (الإنجليزية)
- جاكي ساتو على موقع ديسكوغز (الإنجليزية)